# Liste der Stolpersteine in Radebeul

Daniel Ristau, Gunter Demnig, Bert Wendsche am 7. Mai 2025

Verlegung von Stolpersteinen mit dem Oberbürgermeister von Radebeul am 17. Juni 2024

Die Liste der Stolpersteine in Radebeul enthält die Stolpersteine, welche im Rahmen des gleichnamigen Kunst-Projektes von Gunter Demnig in der sächsischen Stadt Radebeul verlegt wurden. Derzeit liegen Stolpersteine vor dem Wettin-Haus, Moritzburger Straße 1 im Stadtteil Kötzschenbroda, vor dem Gebäude der Landesbühnen Sachsen sowie am Augustusweg 1. Nach den erstmalig 2005 verlegten Steinen wurde auf Initiative des Radebeuler Geschichtsvereins gemeinsam mit Schülerinnen und Schülern des Lößnitzgymnasiums am 17. Juni 2024 mit dem Oberbürgermeister Bert Wendsche eine zweite Stolpersteinverlegung durchgeführt. Durch Gunter Demnig persönlich und unter Mitwirkung von Schülerinnen und Schülern der Anne-Frank-Schule Radebeul sowie mit Unterstützung durch den Historiker Dr. Daniel Ristau, AG Geschichte Radebeul, wurden am 7. Mai 2025 weitere vier Stolpersteine verlegt.
Vierzehn Stolpersteine erinnern in Radebeul an die Opfer des Nationalsozialismus. Die in der Villa Wach übergebenen Stolpersteine sollen nach Abschluss der Baumaßnahmen verlegt werden.

Übergabe von Stolpersteinen mit dem Oberbürgermeister in der Villa Wach 2024

Erinnerungen an die Familie Freund wurden dokumentiert von einer Nachbarin, einer mit der gleichaltrigen Tochter Marion Freund befreundeten Mitschülerin, die nach der Schule mit ihr den aktuellen Schulstoff lernte, da die Eltern Freund ihr Kind nicht nach Dresden in die jüdische Schule schicken wollten. In Radebeul gab es wegen nur weniger jüdischer Mitbürger keine jüdische Schule, ebenso wenig wie ein „Judenhaus“, weswegen die Familie Freund auch in ihrer Wohnung verbleiben durfte. Da es auch keinen „Krankenbehandler“ in Radebeul gab, wurden die Freunds insgeheim nachts durch einen praktischen Arzt beziehungsweise Zahnarzt behandelt.

## Liste der Stolpersteine in Radebeul
| Bild              | Adresse                                    | Verlegedatum  | Person, Inschrift | Kurzvita |
| ----------------- | ------------------------------------------ | ------------- | --- | --- |
| weitere Bilder \| | Augustusweg 1 (Lage)                       | 17. Juni 2024 | Hier wohnte Wilhelm Schaye Jg. 1891 1935 Entlassen 'Schutzhaft' 1938 KZ Buchenwald Zwangsarbeit Dresden Überlebt                                      | Familie Schaye |
| weitere Bilder \| | Augustusweg 1 (Lage)                       | 17. Juni 2024 | Hier wohnte Gertrud Schaye Geb. Benedict Jg. 1894 Ausgegrenzt / Drangsaliert 1937 Ausschluss aus der Reichsmusikkammer Überlebt                       | Familie Schaye |
| weitere Bilder \| | Augustusweg 62 Villa Wach (Lage)           | 17. Juni 2024 | Hier wohnte Dr. Felix Wach Jg. 1871 Gedemütigt / Entrechtet Tot 21. Aug. 1943 Dresden                                                                 | Aufgrund mehrjähriger Baumaßnahmen wurden die Stolpersteine vorerst noch nicht verlegt, sondern in der Villa Wach dem Kinder- und Jugendheim übergeben. Die Verlegung ist für 2027 geplant. Bis dahin werden die Steine zwischen Institutionen, wie Schulen, in Radebeul „wandern“. Familie Wach  |
| weitere Bilder \| | Augustusweg 62 Villa Wach (Lage)           | 17. Juni 2024 | Hier wohnte Katharine Wach Geb. Von Mendelssohn-Bartholdy Jg. 1876 Enteignet 1939 Deportiert 1944 Theresienstadt / Liebenau 'Austausch' 1944 Schweden | Aufgrund mehrjähriger Baumaßnahmen wurden die Stolpersteine vorerst noch nicht verlegt, sondern in der Villa Wach dem Kinder- und Jugendheim übergeben. Die Verlegung ist für 2027 geplant. Bis dahin werden die Steine zwischen Institutionen, wie Schulen, in Radebeul „wandern“. Familie Wach  |
| weitere Bilder \| | Clara-Zetkin-Straße 5 (Lage)               | 7. Mai 2025   | Hier wohnte Dr. Berthold Aronade Jg. 1871 Gedemütigt/Entrechtet Tot 20. März 1938 Dresden                                                             | Familie Aronade |
| weitere Bilder \| | Clara-Zetkin-Straße 5 (Lage)               | 7. Mai 2025   | Hier wohnte Katharina Aronade Geb. Sachs Jg. 1883 Interniert 1942 Lager Hellerberg Deportiert 1943 Auschwitz Ermordet 3.3.1943                        | Familie Aronade |
| weitere Bilder \| | Clara-Zetkin-Straße 5 (Lage)               | 7. Mai 2025   | Hier wohnte Günther Aronade Jg. 1918 ‘Schutzhaft‘ 1938 KZ Buchenwald Flucht 1939 Holland Interniert Westerbork Deportiert 1944 Auschwitz Ermordet     | Familie Aronade |
| weitere Bilder \| | Clara-Zetkin-Straße 5 (Lage)               | 7. Mai 2025   | Hier wohnte Kurt Aronade Jg. 1915 Flucht 1939 Dänemark Schweden                                                                                       | Familie Aronade |
| weitere Bilder \| | Meißner Straße 152 (Lage)                  | 17. Juni 2024 | Hier wohnte / arbeitete Ida Schaye Geb. Langstein Jg. 1871 Deportiert 1942 Theresienstadt Ermordet 24.12.1942                                         | Ida Schaye |
| weitere Bilder \| | Moritzburger Straße 1 (Wettin-Haus) (Lage) | 26. Juli 2005 | Hier wohnte Martha Ury geb. Edel Jg. 1875 Deportiert 1942 Theresienstadt Tot 14.7.1943                                                                | Martha Ury geb. Edel wurde am 28. November 1875 in Schneidemühl geboren. Sie war verwitwet und die Mutter von Charlotte Freund. Sie kam am 14. Juli 1943 in Theresienstadt um. |
| weitere Bilder \| | Moritzburger Straße 1 (Wettin-Haus) (Lage) | 26. Juli 2005 | Hier wohnte Max Freund Jg. 1884 Deportiert 1942 Theresienstadt Ermordet 1944 in Auschwitz                                                             | Max Freund kam am 29. Juli 1884 in Deutsch Krone zur Welt. Er war verheiratet mit Charlotte Freund geb. Ury; sie hatten die zwei Töchter Ilse und Marion. Freund wurde im Oktober 1944 in Auschwitz ermordet.                                                                                     |
| weitere Bilder \| | Moritzburger Straße 1 (Wettin-Haus) (Lage) | 26. Juli 2005 | Hier wohnte Charlotte Freund geb. Ury Jg. 1899 Deportiert 1942 Theresienstadt Tot 24.2.1944                                                           | Charlotte Freund geb. Ury wurde am 3. November 1899 in Deutsch Krone geboren. Sie war verheiratet mit Max Freund; beide hatten die gemeinsamen Kinder Ilse und Marion. Sie kam am 24. Februar 1944 in Theresienstadt um.                                                                          |
| weitere Bilder \| | Moritzburger Straße 1 (Wettin-Haus) (Lage) | 26. Juli 2005 | Hier wohnte Ilse Eisner geb. Freund Jg. 1921 Deportiert 1942 Lager Hellerberg Ermordet 1943 in Auschwitz                                              | Ilse Eisner geb. Freund wurde am 29. August 1921 in Niederlößnitz als Tochter von Max und Charlotte Freund geboren, zu jeder Zeit noch wohnhaft in der Moritzburger Straße 41. Ab 1942 lebte sie in Dresden. Ilse Freund heiratete Fritz Eisner. Sie wurde am 3. März 1943 in Auschwitz ermordet. |
| weitere Bilder \| | Moritzburger Straße 1 (Wettin-Haus) (Lage) | 26. Juli 2005 | Hier wohnte Marion Freund Jg. 1930 Deportiert 1942 Theresienstadt Ermordet 1944 Auschwitz                                                             | Marion Anita Freund wurde am 7. Juni 1930 in Dresden als Tochter von Max und Charlotte Freund geboren. Sie wurde im Oktober 1944 in Auschwitz ermordet. |